# Espresso martini
L'espresso martini, també conegut com a vodka espresso, és una beguda alcohòlica freda elaborada amb cafè exprés, licor de cafè i vodka. No és un veritable còctel martini ja que no conté ni ginebra ni vermut, però es serveix en una copa de martini. Les receptes d'un espresso martini varien segons la font. Tradicionalment, la beguda inclou Kahlúa o Tia Maria, i va tenir un augment de popularitat a principis de la dècada del 2020.

## Història
Hi ha diverses teories sobre l'origen de l'espresso martini. Una de les més conegudes és que va ser creat pel bàrman Dick Bradsell a finals dels anys 1980 mentre treballava al Fred's Club de Londres per a una jove, de vegades assegurava que era Kate Moss, que va demanar quelcom que «em desperti i després em cardi».
Els ingredients es mesclen en una coctelera plena de gel. A continuació s'agita la barreja, es cola i s'aboca en una copa de martini refrigerada. La beguda es pot guarnir amb grans de cafè, o un toc de ratlladura de llimona, i se serveix.